# Бургон
Бургон (каз. Бұрғон) — село в Урджарском районе Абайской области Казахстана. Входит в состав Урджарского сельского округа. Код КАТО — 636430200.

## Население
В 1999 году население села составляло 264 человека (147 мужчин и 117 женщин). По данным переписи 2009 года, в селе проживало 298 человек (166 мужчин и 132 женщины).